# Emanuela Pascu
Emanuela Pascu est une mezzo-soprano roumaine.

## Biographie
Emanuela Pascu fait des études de piano et, parallèlement, étudie le chant à l’Université nationale de Bucarest.
Elle remporte le « Master of Lyrical Art Competition » à l’Opéra national de Bucarest (2011) et le prix du public au Concours international de chant Bordeaux-Médoc (2016).
En 2015, elle entre à l’Académie de l’Opéra national de Paris. 
Elle a notamment interprété Carmen (Carmen), Zerlina (Don Giovanni), Mariana (Il Signor Bruschino) et une  prêtresse grecque (Iphigénie en Tauride).